# Trần Văn Túy
Trần Văn Túy (sinh năm 1957) là chính khách Việt Nam. Ông từng là Phó Trưởng ban Tổ chức Trung ương Đảng. Ông từng là Ủy viên Ban Chấp hành Trung ương Đảng khóa XI, XII, Trưởng ban Công tác đại biểu Quốc hội, nguyên Bí thư Tỉnh ủy, Trưởng đoàn Đại biểu Quốc hội tỉnh Bắc Ninh.

## Tiểu sử
Ông sinh ngày 20 tháng 7 năm 1957 tại thôn Gia Phú, xã Bình Dương, huyện Gia Bình, tỉnh Bắc Ninh.
Ông tham gia Đảng Cộng sản Việt Nam ngày 1 tháng 9 năm 1983 (ngày chính thức: 1 tháng 3 năm 1985).

## Giáo dục
Ông là Tiến sĩ chuyên ngành Kinh tế nông nghiệp.

## Sự nghiệp
Ngày 18 tháng 01 năm 2011, tại Đại hội Đảng Cộng sản Việt Nam XI, ông được bầu làm Ủy viên chính thức Ban Chấp hành Trung ương Đảng Cộng sản Việt Nam khóa XI nhiệm kì 2011 – 2016.
Ngày 26 tháng 01 năm 2016, tại Đại hội đại biểu toàn quốc lần thứ XII của Đảng, ông được bầu làm Ủy viên Ban Chấp hành Trung ương Đảng Cộng sản Việt Nam khóa XII.
Ngày 5/4/2016, kỳ họp thứ 11 Quốc hội khóa XIII, phê chuẩn ông Trần Văn Túy giữ chức vụ Trưởng ban công tác đại biểu của Quốc hội.
Ngày 6 tháng 4 năm 2021, Tại Nghị quyết số 145/2021/QH14, Quốc hội quyết nghị miễn nhiệm chức vụ Ủy viên Ủy ban Thường vụ Quốc hội khóa XIV đối với: Ông Phan Thanh Bình, ông Phan Xuân Dũng, ông Nguyễn Văn Giàu, ông Nguyễn Hạnh Phúc và ông Trần Văn Túy.
Ngày 7 tháng 4 năm 2021, tại Nghị quyết số 1249/NQ-UBTVQH14, UBTVQH quyết nghị miễn nhiệm chức vụ Trưởng Ban Công tác đại biểu thuộc UBTVQH khóa XIV đối với ông Trần Văn Túy.

## Đại biểu Quốc hội Việt Nam khóa 14
Ngày 22 tháng 5 năm 2016, Trần Văn Túy trúng cử Đại biểu Quốc hội Việt Nam khóa 14 nhiệm kì 2016-2021 tại đơn vị bầu cử số 3 tỉnh Bắc Ninh gồm các huyện Lương Tài, Gia Bình và Thuận Thành với tỉ lệ phiếu bầu là 90,12%.

### Dự thảo Luật Trồng trọt
Ngày 23 tháng 5 năm 2018, ông cho rằng cần quản lí phân bón từ gốc sản xuất để chống phân bón giả.

## Vinh danh
- Huân chương Quang Hóa của chính phủ Hàn Quốc.[3]